# Zenab Issa Oki
Zenab Issa Oki Soumaïne, née en 1986 est la première femme pilote commandante de bord du Tchad. Elle a travaillé à Air Burkina avant de rejoindre la flotte présidentielle du Tchad.

## Biographie
Elle a obtenu son baccalauréat en 2003 et a commencé à étudier à Sabangali en 2005 pour obtenir un diplôme en finance. Elle a ensuite décidé de faire carrière dans l'aviation et a obtenu sa première licence de pilote à Miami pour un Hawker 900XPI.
Le 3 mai 2017, Elle a été promue au rang de commandant de bord, devenant ainsi la première femme du Tchad à commander un avion. Elle a étudié à l'Académie de pilotage d'Ethiopian Airlines et a effectué 1500 heures de vol avant d'obtenir ce diplôme. La cérémonie de remise des diplômes a eu lieu à l'hôtel Hilton de N'Djamena.
Elle a travaillé pour Air Burkana avant de rejoindre la flotte aérienne présidentielle au Tchad. En 2019, elle a été employée par le président du Tchad comme pilote. 